# Wasserleitungskraftwerk Gaming
Das Wasserleitungskraftwerk Gaming in Gaming in Niederösterreich wird mit dem Trinkwasser der II. Wiener Hochquellenwasserleitung (HQL) betrieben. Das Kraftwerk Gaming ist 100-prozentiges Eigentum der Wien Energie, als Betreiber tritt die Naturkraft GmbH in Erscheinung. Aus diesem Grund ist auch das Gebiet rund um Lunz und Göstling Versorgungsgebiet der Wiener Netze statt des sonst üblichen niederösterreichischen Landesenergieversorgers EVN.
Die Idee zur Errichtung dieses Kraftwerks bestand bereits zur Zeit der Erbauung der Zweiten Wiener Hochquellenleitung, war zum damaligen Zeitpunkt aber nicht rentabel. Dies änderte sich erst mit der Errichtung des Kraftwerk Opponitz in Opponitz und des Umspannwerks Gresten.

## Gaming I
Das aus einer zweigeschoßigen Turbinenhalle und Diensträumen bestehende Kraftwerk Gaming I wurde zwischen 1923 und 1926 von den Wiener Elektrizitätswerken errichtet. Ursächlich hierfür war vor allem für die Versorgung der Wiener Elektrischen Stadtbahn, die 1925 ihren Betrieb aufnahm.
Zur Energiegewinnung genutzt wird der auf der elf Kilometer langen Strecke von Lunz am See nach Gaming-Pockau bestehende Höhenunterschied von 220 m.
Von der zweiten Hochquellenwasserleitung bei Grubberg ausgehend wurde ein 7,95 km langer Stollen mit geringem Gefälle bis zum Wasserschloss errichtet. Von dort überwindet das Trinkwasser in einer 588 Meter langen Druckrohrleitung den Höhenunterschied von 188 m bis zum Kraftwerk Gaming I, das mit zwei Francis-Turbinen ausgestattet ist. Anschließend wird das Wasser wahlweise in das Druckrohr von Gaming II oder wieder direkt in die Hochquellenleitung eingespeist.
Gaming I liefert jährlich rund 42 GWh, was einer mittleren Leistung von 4,8 MW und dem mittleren Energiebedarf von etwa 17.000 Haushalten entspricht.

## Gaming II

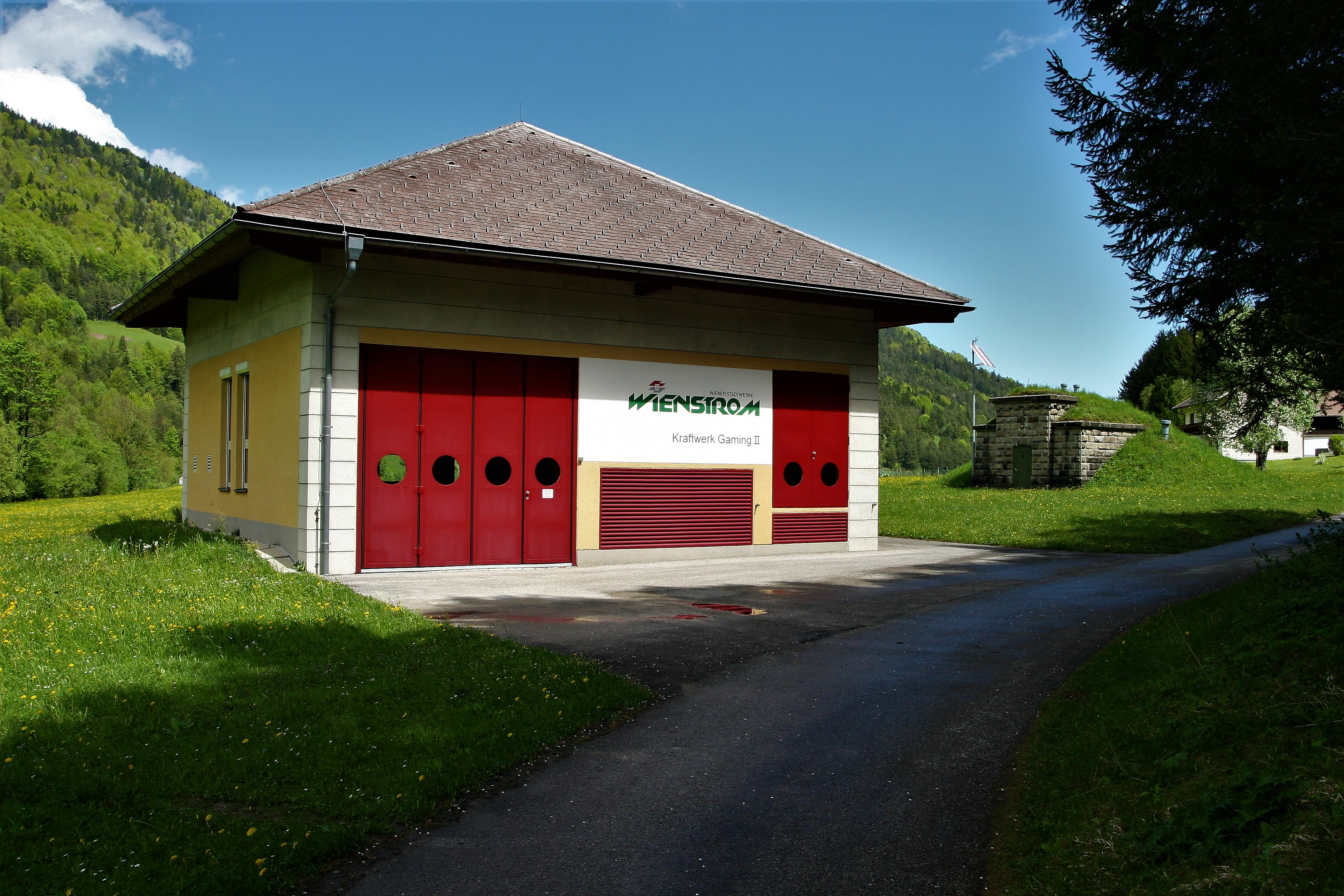
Kraftwerk Gaming II

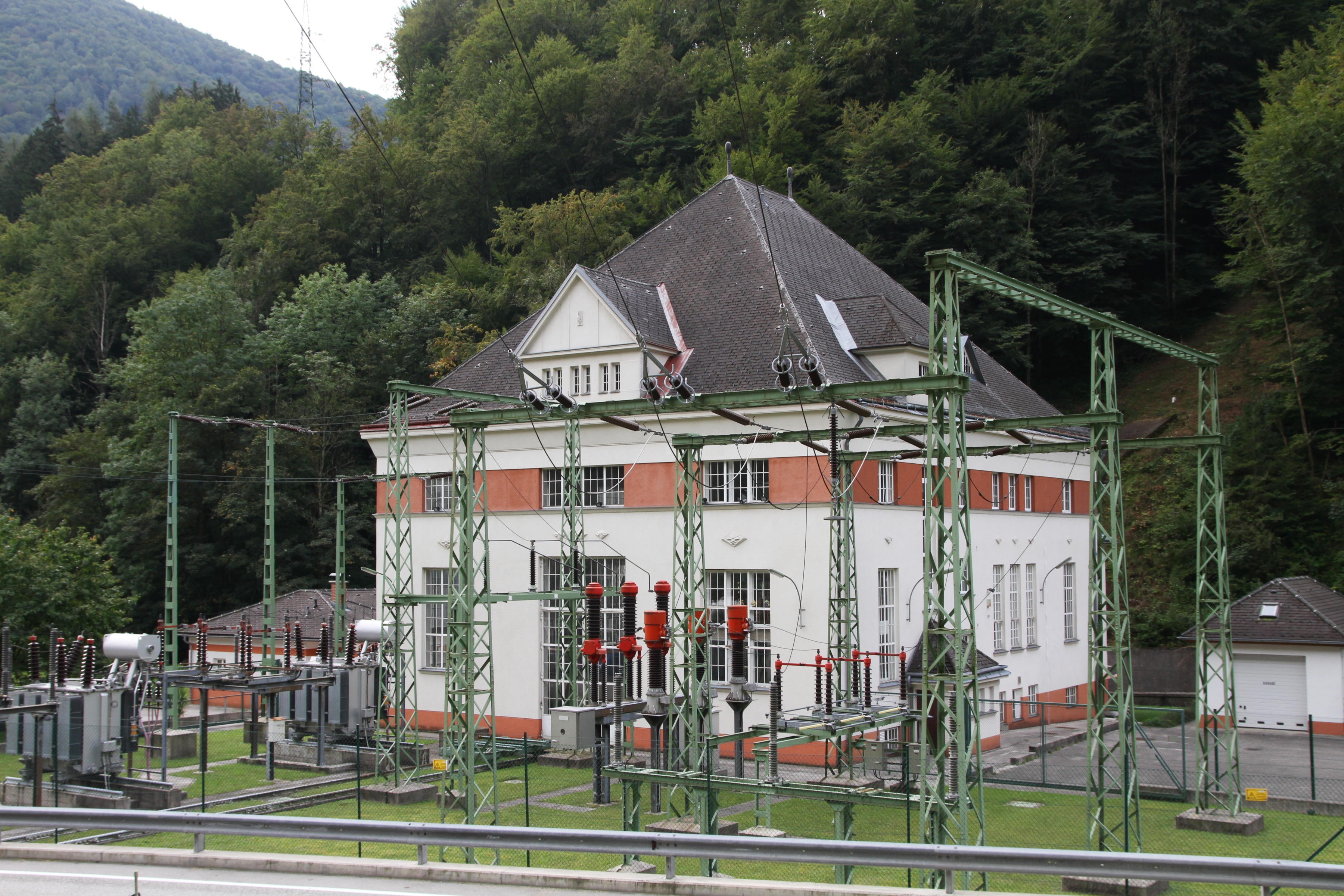
Maschinenhaus und 110-Kilovolt-Freiluftschaltanlage

Nachdem Pläne für ein zweites Kraftwerk in Gaming in den 1950er Jahren wegen Unwirtschaftlichkeit zurückgelegt worden waren, wurden diese unter dem Blickwinkel der weiterentwickelten Kraftwerkstechnik in den 1980er Jahren einer neuerlichen Prüfung unterzogen und realisiert.
Genutzt wird der am Ende der 2,25 km langen Druckrohrleitung nach einer Nutzfallhöhe von 28,7 m herrschende Wasserdruck mittels einer Francis-Spiralturbine. Über das Kraftwerk Gaming I wird die hier gewonnene elektrische Energie in das Verbundnetz mit 110 kV eingespeist.
Gaming II liefert jährlich rund 6 GWh, was einer mittleren Leistung von 685 kW entspricht.